# Persectania aversa
Persectania aversa là một loài bướm đêm trong họ Noctuidae.